# Доманьшевці
Доманьшевці (словен. Domanjševci, у старих джералах також Domanjšovci; вимовляється [dɔmaːnʃɛu̯tsi]; угор. Domonkosfa) — село в общині Шаловці, Помурський регіон, Словенія, на кордоні з Угорщиною. Висота над рівнем моря: 252,1 м.
У селищі є дві церкви. Римо-католицька церква, що датується XIII-м століттям, побудована на невеликому пагорбі на північному заході від села, у центрі невеликого кладовища. Спершу вона була присвячена Святому Вацлаву, згодом — Мартинові Турському. Друга, Лютеранська церква, була побудована в Доманьшевцях у 1902 році в неороманському стилі. Її дизайнером був архітектор Аложс Клайбер.
У селі жив та помер відомий словенський поет, письменник і вчитель Іштван Сзіжарто.